# Bank of Tanzania

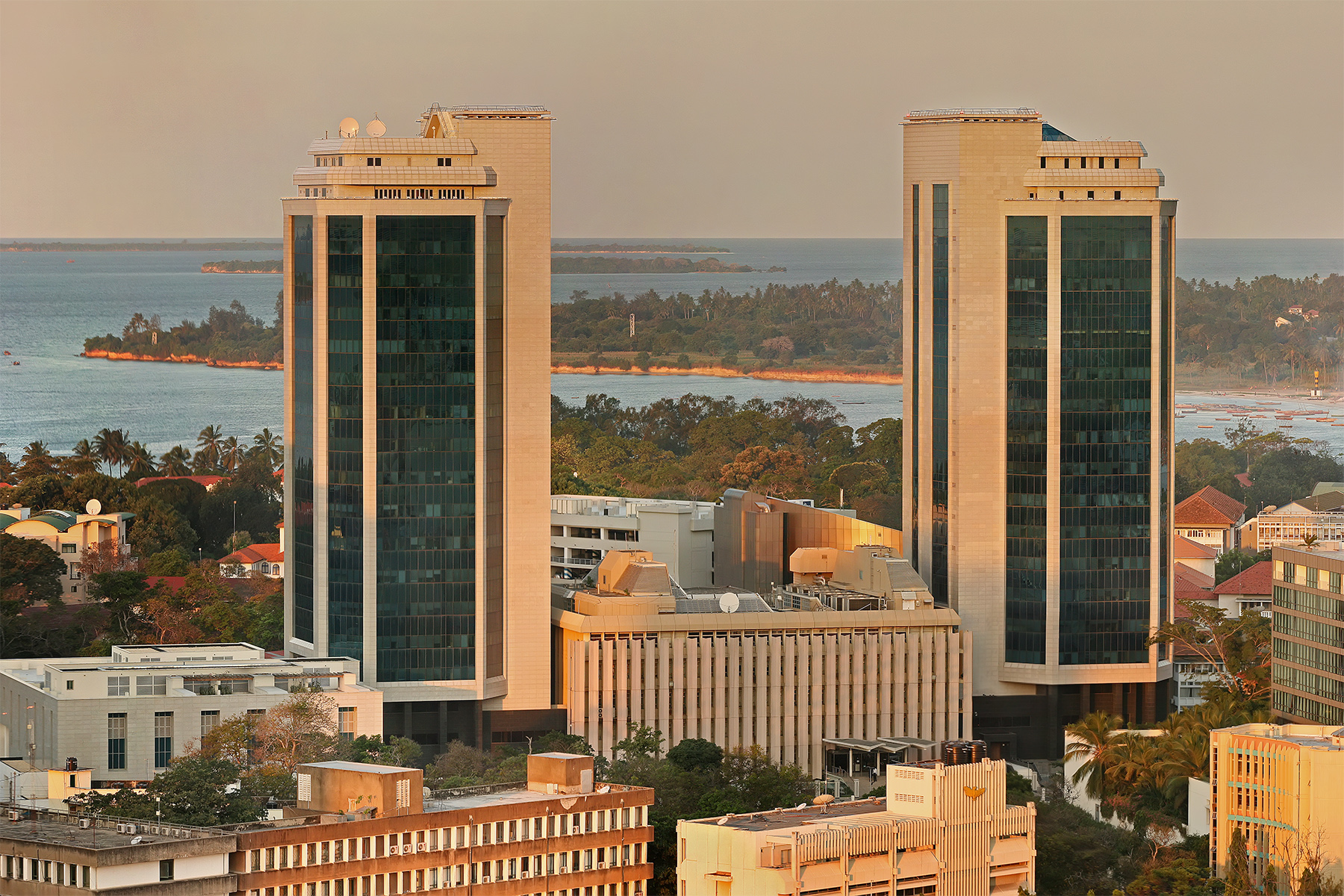
Bank of Tanzania i gryningen

Bank of Tanzania (Swahili: Benki Kuu ya Tanzania) är centralbanken i Förenade republiken Tanzania vars huvudkontor ligger i huvudstaden Dar es Salaam. Banken är ansvarig för att utfärda den nationella valutan, Tanzanisk shilling. Den styrs av en styrelse som består av tio personer, varav fyra är medlemmar ex officio som har tre rådgivande kommittéer som kan hjälpa dem. Banken leds av dess ordförandes, biträdd av tre vice riksbankschefer.
Banken grundades genom Bank of Tanzania Act 1965. Men 1995 beslutade regeringen att centralbanken hade för många ansvarsområden, något som ansågs hindra bankens övriga mål. På grund av det införde regeringen Bank of Tanzania Act 1995, som utsåg penningpolitiken som bankens enda mål.
Banken är aktiv i att främja finansiell integrationspolitik och är en ledande medlem av Alliansen för Finansiell Integration. Det är också en av de ursprungliga 17 reglerande institutioner att göra särskilda nationella åtaganden om ekonomisk integration i enlighet med Maya-deklarationen under 2011 års Global Policy Forum som hölls i Mexiko.